# 폰트레몰리
폰트레몰리(이탈리아어: Pontremoli)는 이탈리아 토스카나주 마사카라라도에 있는 코무네다. 주교좌가 있는 곳이기도 하며, 도시 명칭의 의미는 떨리는 다리(ponte - "다리", tremare - "떨리는")에서 전래되었다.

## 역사
폰트레몰리는 기원전 1000년 경에 처음으로 정착이 되었다고 믿어지고 있다. 로마 시대에는 아푸아라는 명칭으로 알려졌다. 프리드리히 2세가 자유 도시로 공인하면서, 1226년에 자유 도시가 되었다. 마그라 계곡에 있는 이 지형 덕에 많은 이탈리아의 경쟁자들과 외국의 군주들이 이곳을 노려 여러 차례 정복을 하였다. 몬트레몰리는 다양한 귀족 가문의 통치를 받았으며 이중에는 말라스피나 가문(1319년)과 안텔미넬리 가문(1322년)등이 있었다. 14세기 초 구엘프와 기벨린 분쟁으로 상대방의 진지와 분리를 시키기 위해서 거대 종탑(Il Campanone)이 건설되기도 하였다. 중세 시대에는 캔터베리에서 로마로 향하는 순례자들이 자주 방문을 했었다.
1331년, 보헤미아의 요한 1세는 폰트레몰리를 마스티노 델라 스칼라 2세(베로나 공)에게 매각하였다. 폰트레몰리는 이후 1339년에 밀라노의 비스콘티 가에 넘어갔다. 1404년 폰트레몰리의 소유권은 이곳을 포위했던 제노바의 피에스키(Fieschi) 가문에게 다시 한번 넘어갔다. 하지만 1433년 폰트레몰리는 밀라노인들의 소유가 되었다. 1495년 샤를 8세가 이끄는 군대가 이곳을 약탈하기도 하였다. 이시기에 폰트레몰리는 새로운 밀라노의 공작이였던 스포르차 가문의 영지였다.
폰트레몰리는 1508년부터 1522년까지 프랑스에 정복된 일부 북부 이탈리아 지역들처럼 프랑스의 영토였다. 1526년, 폰트레몰리는 신성 로마 제국의 카를 5세에게 함락되었다. 폰트레몰리는 제노바 공화국이 이곳을 매입한 때인 1647년까지 스페인의 지배를 받았다. 3년 후, 폰트레몰리는 토스카나 대공국의 일부가 되어, 이탈리아 통일이 되던 19세기(프랑스의 지배를 받던 1805년부터 1814년을 제외하고)까지 그 상태를 유지했었다.
레오폴도 대공의 개혁으로, 폰트레몰리는 1777년에 자유 도시(여전히 토스카나 대공국하에 속해있으면서)가 되었다. 1778년 공식적으로 도시로 승격되었다. 이 지역 일대는 1834년 지진으로 큰 피해를 입었다. 1847년 11월, 폰트레몰리는 피비차노와 함께 무역 경로 분쟁으로 인하여 모데나 레조 공국에게 양도되었다.

## 자매 도시
- 슬로바키아 트렌치안스케테플리체
- 프랑스 모리에르레아비뇽
- 이탈리아 노토

## 같이 보기
- 이탈리아의 로마 가톨릭 교구 목록